# Frida Gustavsson
Frida Gustavsson (* 6. června 1993 Stockholm) je švédskou modelkou.

## Život
V roce 2011 vystudovala gymnázium St. Martin's v Sundbybergu, Švédsku. Chce se stát stylistkou, protože jí móda velmi zajímá.
Objevila se v časopisech, jako je Elle, W, Numero, americké, italské, francouzské, britské, německé a japonské Vogue, L'Officiel, Crash a další. Objevila se v reklamních kampaních pro Marca Jacobse, Jill Stuart, Anna Sui, H & M, Max Mara, Tiger Švédska a Prada. Frida vyhrála švédskou modelku roku 2011 podle magazínu Elle.